# Jindřich Rajchl
Jindřich Rajchl (* 27. září 1976 Hradec Králové) je český politický aktivista, politik, právník a bývalý fotbalový funkcionář. Ve sportovním prostředí byl spojován s kontroverzními osobami jako s Františkem Chvalovským či Ivanem Haškem. Jako aktivista řečnil na řadě demonstrací proti koronavirovým opatřením a proti vládě Petra Fialy. Byl členem hnutí Trikolóra, kde se ucházel o předsednický post, nakonec však svou kandidaturu těsně před volbou stáhl a členství v hnutí ukončil. V roce 2022 se stal předsedou své nové strany PRO 2022 (od roku 2025 PRO). V roce 2022 a 2023 byl svolavatelem či podporovatelem demonstrací proti vládě Petra Fialy na pražském Václavském náměstí. Podle kritiků se podílí na šíření dezinformací v ČR.

## Život
Narodil se 27. září 1976 v Hradci Králové, vystudoval Právnickou fakultu Univerzity Karlovy v Praze.
Jako aktivní fotbalista hrál krajské soutěže. Od roku 2001 zastupoval Františka Chvalovského, který ho také přivedl do fotbalových Blšan, kde v letech 2002 až 2005 působil jako výkonný ředitel tehdejšího prvoligového klubu. Angažoval se ve fotbalové Dukle Praha a byl místopředsedou Fotbalové asociace České republiky (FAČR). Neúspěchem skončila v roce 2011 jeho kandidatura na pozici předsedy FAČR, když si ho podle webu Aktuálně.cz nevybral Roman Berbr. Byl spojován také s dalším fotbalovým funkcionářem Ivanem Haškem. Byl také kritizován za to, že za asociaci zadával zakázky firmám, s jejichž vedením byl personálně propojen. V roce 2013 se už neucházel ani o místopředsednický post.
V letech 2011 až 2012 byl členem představenstva společnosti SAZKA a.s. (IČO 47116307), tou dobou již společnost byla v konkurzu a prodala svůj sázkový podnik. Nové vedení chtělo u soudu napadnout prohlášení konkurzu a prosadit restrukturalizaci společnosti, to se mu však nepodařilo. Zároveň pracoval pro společnost Bwin.com - společnost provozující hazardní hry pro Českou republiku a Slovensko. Společnost však za jeho působení kancelář v České republice zavřela. Dále je provozovatelem dvou pražských restaurací. Jeho kamarádem je také pražský lobbista Tomáš Hrdlička.

## Aktivismus a politika
Po roce 2020 byl svolavatelem a řečníkem na řadě demonstrací proti opatřením v souvislosti s pandemií covidu-19 a průběhem konfliktu na Ukrajině. Byl obviněn z šíření řady nepravdivých informací týkajících se pandemie. Ve spolupráci s další aktivistkou Janou Zwyrtek Hamplovou je sám autorem několika žalob proti některým odpůrcům. Byl členem hnutí Trikolóra a ucházel se o předsednický post v hnutí. Na sněmu hnutí v lednu 2022 svou kandidaturu nakonec chvíli před volbou stáhl, ukončil své členství a předsedkyní byla opět zvolena Zuzana Majerová Zahradníková.
V červnu 2022 oznámil založení strany Právo Respekt Odbornost (PRO 2022; od roku 2025 PRO), zároveň se stal předsedou strany. Strana je některými kritiky vnímána jako subjekt prokremelské orientace, a to mj. z toho důvodu, že kandidaturu do senátních voleb na podzim 2022 podpořil ve svém obvodě dosluhující senátor Jaroslav Doubrava, kritizovaný za proruskou orientací. Kandidáti strany pod jeho vedením nepostoupili v žádném obvodě do 2. kola senátních voleb.
Vyjádřil se kriticky k Zelené dohodě pro Evropu neboli Green Dealu, který podle něj poškozuje evropskou ekonomiku a povede k vyšším cenám elektřiny pro spotřebitele v České republice, přestože je země exportérem elektřiny. Kritizoval také pakt EU o migraci a azylu, který podle Rajchla povede ke zvýšení počtu migrantů přicházejících do Evropy a k přenesení problému na státy, které nejsou migrací příliš zasaženy. Zastává názor, že Ukrajina, se zapojením Spojených států a EU, by měla začít jednat s Ruskem o zastavení války, aby se ušetřily lidské životy a vysoké finanční částky spojené s válkou, které by mohly být investovány jinde. Je proti přijetí eura, protože Česká republika by tak přišla o možnost tvořit vlastní měnovou politiku a podle Rajchla by ztratila část své suverenity.
Server Seznam Zprávy jej v červnu 2023 zařadil na seznam osob, které vydělávají pomocí šíření strachu a manipulací. Je autorem řady statusů předpovídající katastrofické scénáře. Opakovaně předpovídal například, že litr pohonných hmot bude stát až 150 Kč, v zimě 2022-2023 nebude mít Česká republika dostatek zemního plynu nebo věštil dlouhou odstávku jaderné elektrárny Dukovany. Jindy hlásil konec společnosti, která ve výrobě pokračuje nebo společnosti Kofola, které se daří. V roce 2023 vyjížděl na diskuze s občany po České republice. Seznam Zprávy však upozorňují, že úmyslně nadsazoval počet účastníků těchto diskuzí. V roce 2024 zveřejnil plán na zrušení České televize.

### Demonstrace Česká republika na 1. místě
Někteří také spojují Rajchla a PRO s proruskými iniciativami za jejich účast na protivládní demonstraci 3. září 2022 organizovanou několika aktivisty (zejména to byli Jiří Havel a Ladislav Vrabel). Nedlouho před demonstrací také inicioval vznik petice proti drahým energiím s několika požadavky a vznesl několik ultimát vůči vládě Petra Fialy.

### Demonstrace Česko proti bídě
Jindřich Rajchl svolal demonstraci 11. března 2023 do Prahy na Václavské náměstí. Jednalo se o protivládní demonstraci, jak předtím Jindřich Rajchl avizoval na svém facebookovém profilu. Ze zástupců opozičních stran, kteří měli být na akci přizváni, přišel jen poslanec Jaroslav Foldyna. Účast kvůli nemoci zrušila senátorka Jana Zwyrtek Hamplová a chyběl i první místopředseda PRO 2022 Tomáš Nielsen. Policii se podařilo udržet demonstraci pod kontrolou a zabránit snahám o stržení ukrajinské vlajky z Národního muzea, kde se před budovou oficiálně sešli podporovatelé Ukrajiny. Podle novináře Martina Bartkovského, který dlouhodobě sledoval protivládní demonstrace, snaha o stržení ukrajinské vlajky ukazuje na protiukrajinské zaměření akce (které bylo podpořeno i protiukrajinskými hesly), protože pokud by byla akce proti bídě, proti krokům vlády Petra Fialy, proti drahým energiím a podobně, nechala by ukrajinská vlajka demonstranty v klidu.
Překvapení a kritiku vyvolal fakt, že Rajchl jako organizátor akce Česko proti bídě za svými příznivci jezdí v luxusním automobilu Porsche Panamera. Rajchl na to namítl, že stát musí řídit člověk, který prokázal, že je „slušný manažer“. „Závist a nenávist je jednou z částí bídy, proti které bojujeme,“ pokusil se omlouvat vlastnictví luxusního automobilu.
Na demonstraci na Václavském náměstí Rajchl v rozhovoru pro zpravodajský portál PrahaIN odhadoval, že se ji zúčastnilo přes 100 tisíc lidí. I když policie ani mobilní operátoři své odhady nezveřejnili, na demonstraci protestovalo jistě tisíce, avšak nanejvýš asi kolem 20 tisíc lidí.
Angažoval se také v protestu zemědělců v únoru 2024. Od jeho osoby se však distancovali někteří zemědělci a kvůli jeho účasti na demonstraci z místa odjeli a protest předčasně ukončili. Sám Rajchl se pak na demonstraci choval nevybíravě k mladíkovi, který přišel vyjádřit opačný postoj.

### Volby do Evropského parlamentu 2024
Ve volbách do Evropského parlamentu v červnu 2024 byl z pozice člena strany PRO 2022 lídrem kandidátky uskupení „PRO – Jindřicha Rajchla“ (tj. strana PRO 2022 a hnutí SV PRO ZS).. Strana získala 2,15 procenta hlasů a žádný europoslanecký mandát. V reakci na volby útočil na voliče z velkých měst a výsledek hodnotil jako dobrý základ pro sněmovní volby.

### Volby do Poslanecké sněmovny 2025
Ve volbách do Poslanecké sněmovny Parlamentu ČR v roce 2025 je z pozice člena hnutí PRO lídrem společné kandidátky SPD, Trikolory, Svobodných a PRO v Moravskoslezském kraji.

## Tunelování TJ Karlín Tesla
V roce 2013 se Rajchl stal jedním z nových členů tenisového klubu TJ Karlín Tesla. Mezi novými členy bylo pět Rajchlových známých a několik členů Rajchlovy rodiny. Rajchlův spolupracovník Neymon přivedl dalších 15 členů rodiny a známých, a dále jejich spolupracovníků z byznysu nebo Rajchlovy známé z fotbalu, což bylo podle někdejšího předsedy klubu Jaroslava Merty celkem 34 falešných členů. Noví účelově nabraní členové následně odvolali stávající vedení, skokově zvýšili členské příspěvky na 15 tis. Kč za rok, čímž se zbavili stávajících členů, a nepřátelsky tak klub převzali. Některé schůze s nově přijatými členy, které později soud prohlásil za nezákonné, vedl přímo Rajchl. Klub s převahou nových členů pak odhlasoval prodej svého nemovitého majetku na Libeňském ostrově. Nemovitosti byly prodány za 5,8 mil. Kč firmě s vlastníkem v daňovém ráji, i když jejich reálná cena byla téměř 58 milionů, za tehdejšího předsedy klubu Pavla Ryvoly. Rajchl byl po prodeji zvolen předsedou klubu, kterým byl až do roku 2021. Ve výboru klubu s ním byl mj. i politik Petr Kott, v té době odsouzený za přijetí úplatku.
Staří členové následně přijímání nových členů (a následný prodej nemovitostí) napadli u soudu s tím, že noví členové byli přijatí s rozporu se stanovami. Soud jim dal za pravdu, čímž prohlásil za nicotný i prodej nemovitosti a mj. i zvolení Rajchla předsedou. Samotný Rajchl, který ve věci vystupoval jako svědek, hájil u soudu prodej jako výhodný a tvrdil, že s pozemky už neměl nic společného, přestože za firmou v daňovém ráji stál Rajchlův spolupracovník Radek Neymon. Ten pak s Rajchlovou právní asistencí prodal pozemky developerovi se ziskem více než 26 milionů, ale policie i tento prodej označila za nezákonný a Radek Neymon je kvůli transakci v roce 2023 souzen. Rajchlův předchůdce ve funkci předsedy Pavel Ryvola, za kterého prodej proběhl, byl za celou věc odsouzen k 4,5 letům vězení a v roce 2023 byl již na svobodě. Rajchl obviněný nebyl a vystupuje v procesu jako svědek. Pozemky zabavil stát, peníze developera zaplacené na účet české firmy Kingston Advisory Group, kterou ovládal přímo Neymon, někdo postupně vybral v hotovosti (téměř 18 milionů, a tak není jasné, u koho skončily). Radek Neymon figuruje jako obžalovaný také v kauze masivního krácení daní s Janem Kočkou a Rajchl zde figuruje také jen jako svědek. Tenisový klub TJ Karlín Tesla v roce 2023 už opět ovládají původní členové, avšak jen jako prázdnou skořápku, protože pozemky zabavil stát.
Podle rozhodnutí Nejvyššího soudu ČR „závažnost činu zvyšuje využití a součinnosti řady dalších osob, které ovšem doposud (z neznámých důvodů) nebyly pohnány k trestní odpovědnosti a které se na jednání obviněného při ovládnutí TJ Karlín Tesla a následném vyvádění majetku z něj aktivně podílely“.
V červnu 2024 byl pravomocně odsouzen advokát Radek Neymon na 9 let nepodmíněně, protože dle rozsudku prodal pozemky tenisového klubu za 32 milionů developerovi, přestože věděl, že se k nim dostal nelegálně.